# Андрија III Млечанин
Андрија III Угарски, познат и као Андрија Млечанин (мађ. András III, Velencei András), био је краљ Угарске, Далмације и Хрватске, који је владао од 1290. до 1301. године као последњи владар из династије Арпадовића.

## Прилике уочи ступања на власт
Андрија је био син Стефана Постума и Млечанке Томасине Моросини. Његов отац потиче из трећег брака краља Андрије II са Беатрисом од Есте-Фераре. Уочи Стефановог рођења краљ је умро, а наследник Бела IV није хтео признати свог брата, оптужујући Беатрису за брачну неверу. Трудна Беатриса се преобукла у мушку одећу и побегла је брату у Италију, где је родила сина Стефана.
Стефан се након дугог лутања настанио у Венецији, где се оженио Млечанком Томасином Моросини. У рату против Угарске, Чешка је подржавала Стефана, али склапањем мира обавезала се да ће с тим престати. Убрзо, током 1271. године, Стефан је умро, оставивши удовицу и сина Андрију, на којег је пренео своја права на положај хрватског војводе. Због великог незадовољства владавином краља Ладислава IV Куманца, део племства је огорчен безвлашћем у држави и краљевим раскошним животом, почео размишљати да изабере новог краља. То је искористио Андрија и кренуо по круну на позив својих присталица, међутим у Међимурју га је заробио Арнолд Хахот (Arnold de genere Hahót) и предао аустријском војводи Алберту I, који га је затворио. У међувремену краља Ладислава IV убили су Кумани, а како је Угарска остала без владара из рода Арпадовића, онда су Андрију III позвали да преузме власт.

## Владавина Андрије III Млечанина
Андрија III је био једини преостали мушки изданак династије Арпадовића. Крунисао се 28. јула 1290. у Столном Београду, међутим против њега су се удружила три моћна противника која су му оспоравала право на власт. Немачки краљ Рудолф I тврдио је да је краљ Бела IV предао Угарску у наслеђе цару Фридриху II, који је те земље касније предао своме сину војводи Алберту I. Међутим тај уговор је постао аутоматски неважећи, пошто је Фридрих II требало да помогне Бели IV у случају да се Угарска нађе у опасности, а он то није учинио у време монголских освајања. Против царевих тежњи је иступио папа Никола IV истичући да је Угарска под управом Свете Столице. Напуљска краљица Марија Угарска, сестра краља Ладислава IV Куманца, истицала је да је она једина законита наследница угарске круне, а своја је права пренела на сина Карла Мартела. Папа је озаконио ту тврдњу, па је легат крунисао Карла Мартела за краља.
Поред свих ових догађаја и политичких игара на Андријиној страни је било цело угарско племство и властела. Краљ је објавио рат аустријском војводи и поразио га, па је он одустао од своје кандидатуре. У Славонији, Далмацији и Хрватској је Карло Роберт имао пуно присталица, па је Андрија кренуо у рат против њих, прешао је Драву где их је поразио и присио на покорност. На повратку са успешног похода заробио га је Арнолд Хахот и пустио га тек после исплате откупа. Краљ је уз помоћ племићке породице Брибирски довео из Венеције своју мајку Томасину и ујака Алберта Моросинија. Мајци је доделио титулу грофице и на управу дао Хрватску и део западне Угарске. Она је на том положају остала до 1297. године, када је краљ свог ујака Албертина Моросинија именовао грофом.
У настојању да придобију Брибирске кнезове, напуљски Анжујци су им поклонили целу Далмацију и Хрватску од Гвозда (Петрова гора) до Неретве. Краљ Андрија је исто то урадио 1293. године када им је дао право на управу хрватско-далматинском бановином, банско право и право наследства. Тако су Брибирски кнезови постали најмоћнији великаши у Хрватској, а сви племићи на том подручју постали су њихови вазали.
Куга која је харала Италијом усмртила је Карла Мартела. Нови папа Бонифације VIII узео је у заштиту Карловог сина, Карла Роберта и прогласио га краљем. Уз то је у Угарској на упражњене бискупске столице именовао присталице анжујске странке. Како краљ Андрија није имао мушких потомака, намеравао је за свог наследника прогласити свог ујака Албертина Моросинија. Када се за то дознало, избило је велико незадовољство у племићким круговима. То је још више ојачало присталице Карла Роберта, па је млади Карло Роберт уз помоћ кнезова Брибирских стигао У Хрватску. Краљ Андрија је почео да се припрема за рат, али је у време тих припрема изненада умро. С њим је изумрла династија Арпадовића, која је до тада владала Угарским краљевством.
Краљ Андрија III је умро 14. јануара 1301. године.

## Породично стабло
|  |                           |  |  |  |  |  |  |  |  |  |  |  |  |  |  |  |
|  | 16. Геза II               |  |  |  |  |  |  |  |  |  |  |  |  |  |  |  |
|  |                           |  |  |  |  |  |  |  |  |  |  |  |  |  |  |  |
|  |                           |  |  |  |  |  |  |  |  |  |  |  |  |  |  |  |
|  | 8. Бела III               |  |  |  |  |  |  |  |  |  |  |  |  |  |  |  |
|  |                           |  |  |  |  |  |  |  |  |  |  |  |  |  |  |  |
|  |                           |  |  |  |  |  |  |  |  |  |  |  |  |  |  |  |
|  | 17. Еуфросина Кијевска    |  |  |  |  |  |  |  |  |  |  |  |  |  |  |  |
|  |                           |  |  |  |  |  |  |  |  |  |  |  |  |  |  |  |
|  |                           |  |  |  |  |  |  |  |  |  |  |  |  |  |  |  |
|  | 4. Андрија II Арпадовић   |  |  |  |  |  |  |  |  |  |  |  |  |  |  |  |
|  |                           |  |  |  |  |  |  |  |  |  |  |  |  |  |  |  |
|  |                           |  |  |  |  |  |  |  |  |  |  |  |  |  |  |  |
|  | 18. Рене од Шатијона      |  |  |  |  |  |  |  |  |  |  |  |  |  |  |  |
|  |                           |  |  |  |  |  |  |  |  |  |  |  |  |  |  |  |
|  |                           |  |  |  |  |  |  |  |  |  |  |  |  |  |  |  |
|  | 9. Агнеса од Антиохије    |  |  |  |  |  |  |  |  |  |  |  |  |  |  |  |
|  |                           |  |  |  |  |  |  |  |  |  |  |  |  |  |  |  |
|  |                           |  |  |  |  |  |  |  |  |  |  |  |  |  |  |  |
|  | 19. Констанца Антиохијска |  |  |  |  |  |  |  |  |  |  |  |  |  |  |  |
|  |                           |  |  |  |  |  |  |  |  |  |  |  |  |  |  |  |
|  |                           |  |  |  |  |  |  |  |  |  |  |  |  |  |  |  |
|  | 2. Стефан Постхумни       |  |  |  |  |  |  |  |  |  |  |  |  |  |  |  |
|  |                           |  |  |  |  |  |  |  |  |  |  |  |  |  |  |  |
|  |                           |  |  |  |  |  |  |  |  |  |  |  |  |  |  |  |
|  | 20. Ацо VI од Есте        |  |  |  |  |  |  |  |  |  |  |  |  |  |  |  |
|  |                           |  |  |  |  |  |  |  |  |  |  |  |  |  |  |  |
|  |                           |  |  |  |  |  |  |  |  |  |  |  |  |  |  |  |
|  | 10. Aldobrandino d'Este   |  |  |  |  |  |  |  |  |  |  |  |  |  |  |  |
|  |                           |  |  |  |  |  |  |  |  |  |  |  |  |  |  |  |
|  |                           |  |  |  |  |  |  |  |  |  |  |  |  |  |  |  |
|  | 21. (Sofia) Aldobrandini  |  |  |  |  |  |  |  |  |  |  |  |  |  |  |  |
|  |                           |  |  |  |  |  |  |  |  |  |  |  |  |  |  |  |
|  |                           |  |  |  |  |  |  |  |  |  |  |  |  |  |  |  |
|  | 5. Beatrice d'Este        |  |  |  |  |  |  |  |  |  |  |  |  |  |  |  |
|  |                           |  |  |  |  |  |  |  |  |  |  |  |  |  |  |  |
|  |                           |  |  |  |  |  |  |  |  |  |  |  |  |  |  |  |
|  | 11.                       |  |  |  |  |  |  |  |  |  |  |  |  |  |  |  |
|  |                           |  |  |  |  |  |  |  |  |  |  |  |  |  |  |  |
|  |                           |  |  |  |  |  |  |  |  |  |  |  |  |  |  |  |
|  | 1. Андрија III Млечанин   |  |  |  |  |  |  |  |  |  |  |  |  |  |  |  |
|  |                           |  |  |  |  |  |  |  |  |  |  |  |  |  |  |  |
|  |                           |  |  |  |  |  |  |  |  |  |  |  |  |  |  |  |
|  | 6. Michele Morosini       |  |  |  |  |  |  |  |  |  |  |  |  |  |  |  |
|  |                           |  |  |  |  |  |  |  |  |  |  |  |  |  |  |  |
|  |                           |  |  |  |  |  |  |  |  |  |  |  |  |  |  |  |
|  | 3. Tomasina Morosini      |  |  |  |  |  |  |  |  |  |  |  |  |  |  |  |
|  |                           |  |  |  |  |  |  |  |  |  |  |  |  |  |  |  |
|  |                           |  |  |  |  |  |  |  |  |  |  |  |  |  |  |  |